# Leopold V. Tirolski
Nadvojvoda Leopold V. Tirolski (Graz, 9. listopada 1586. – Schwaz, 13. rujna 1632.) bio je sin nadvojvode Karla II. i brat cara Ferdinanda II., otac od Ferdinanda Karla. Bio je biskup Passaua i Strasbourga (do 1625.), vladar Tirola i Prednje Austrije i vođa opatije Murbach.